# 7,5 cm KwK 42
7,5 cm KwK 42 L / 70 (från 7,5 cm Kampfwagenkanone 42 L / 70) var en tysk 7,5 cm stridsvagnskanon utvecklad och byggd av Rheinmetall-Borsig AG i Unterlüß under andra världskriget. Kanonen användes för att utrusta Panther-stridsvagnen och två varianter av Jagdpanzer IV  pansarvärnskanonvagn. När den monterades på en pansarvärnskanonvagn betecknades den som "7,5 cm Panzerabwehrkanone 42" (7,5 cm Pak 42) pansarvärnskanon. Även om kanonen ersatte den tidigare 7,5 cm KwK 40 så behöll den samma kaliber men med ett betydlig längre eldrör för att uppnå högre mynningshastigheter. 7,5 cm KwK 42 använde i stort sett samma projektiler som användes i 7,5 cm KwK 40 men det högre gastrycket i eldröret krävde att projektilerna modifierades och fick dubbla 17 mm breda gördlar jämfört med tidigare bara en enkel gördel, gördlarnas uppgift var att greppa i eldrörets räffling och täta av gastrycket från drivladdningen.
| Amumunition | Vikt | Mynnings hastighet | Genomslag i pansar vid 30° vinkel | Genomslag i pansar vid 30° vinkel | Genomslag i pansar vid 30° vinkel | Genomslag i pansar vid 30° vinkel | Genomslag i pansar vid 30° vinkel |
| Amumunition | Vikt | Mynnings hastighet | 100 m                             | 500 m                             | 1000 m                            | 1500 m                            | 2000 m                            |
| ----------- | ---- | ------------------ | --------------------------------- | --------------------------------- | --------------------------------- | --------------------------------- | --------------------------------- |
| Pzgr39/42   | 7,2  | 935 m/s            | 138                               | 124                               | 112                               | 99                                | 89                                |
| Pzgr40/42   | 4,75 | 1130 m/s           | 194                               | 174                               | 149                               | 127                               | 106                               |